# Dance de Cetina
La contradansa de Cetina és una mena de torres humanes que es fan a la vila aragonesa de Cetina el 19 de maig, festa de San Juan Lorenzo.
La contradansa es fa des del segle xvii per acompanyar la processó del sant, i de nit surt la moixiganga amb torxes pels carrers, fins a arribar a la plaça, on es balla la contradansa, també dedicada al sant. Al final de la contradansa es representa l'afeitat, mort i resurrecció del diable.
Les festes van ser declarades Festes d'Interès Turístic d'Aragó per Ordre del 24 de juliol de 1996.